# ناوکی مائدا
ناوکی مائدا (ژاپنی: 前田 直輝؛ زادهٔ ۱۷ نوامبر ۱۹۹۴) یک بازیکن فوتبال اهل ژاپن است.
از باشگاه‌هایی که در آن بازی کرده‌است می‌توان به باشگاه فوتبال توکیو وردی، باشگاه فوتبال ماتسوموتو یاماگا و باشگاه فوتبال یوکوهاما مارینوس اشاره کرد.